# 布涅尔
布涅尔，是西班牙卡斯蒂利亚-莱昂布尔戈斯省的一个市镇。总面积13平方公里，总人口188人（2001年），人口密度14人/平方公里。